# Grabica (gmina)
Pour les articles homonymes, voir Grabica.
Grabica est une gmina rurale (gmina wiejska) du powiat de Piotrków, dans la Voïvodie de Łódź, dans le centre de la Pologne.
Son siège administratif (chef-lieu) est le village de Grabica, qui se situe environ 15 kilomètres (km) au nord-ouest de Piotrków Trybunalski (siège du powiat) et 33 kilomètres au sud de la capitale régionale Łódź (capitale de la voïvodie).
La gmina couvre une superficie de 127,24 km2 pour une population de 6 087 habitants en 2006.

## Géographie

Position de la gmina dans le powiat

La gmina inclut les villages de:
- Boryszów
- Brzoza
- Cisowa
- Doły Brzeskie
- Dziewuliny
- Dziwle
- Grabica
- Gutów Duży
- Gutów Mały
- Kafar
- Kamocin
- Kamocinek
- Kobyłki Duże
- Kociołki
- Krzepczów
- Lubanów
- Lubonia
- Lutosławice Rządowe
- Lutosławice Szlacheckie
- Majdany
- Majków Mały
- Majków Średni
- Majków-Folwark
- Maleniec
- Olendry
- Ostrów
- Papieże
- Polesie
- Rusociny
- Szydłów
- Szydłów-Kolonia
- Twardosławice
- Władysławów
- Wola Bykowska
- Wola Kamocka
- Zaborów
- Żądło
- Żeronie
- Żychlin

### Gminy voisines
La gmina de Grabica est voisine de
la ville de:
- Piotrków Trybunalski

et les gminy de :
- Bełchatów
- Dłutów
- Drużbice
- Moszczenica
- Tuszyn
- Wola Krzysztoporska

## Administration
De 1975 à 1998, la gmina était attachée administrativement à l'ancienne voïvodie de Piotrków.
Depuis 1999, elle fait partie de la nouvelle voïvodie de Łódź.

## Structure du terrain
D'après les données de 2007, la superficie de la commune de Grabica est de 127,64 kilomètres carrés, répartis comme telle :
- terres agricoles : 86 %
- forêts : 10 %

La commune représente 8,93 % de la superficie du powiat.

## Démographie
Données du 31 décembre 2007 :
| Description               | Total  | Total | Femmes | Femmes | Hommes | Hommes |
| ------------------------- | ------ | ----- | ------ | ------ | ------ | ------ |
| Unité                     | Nombre | %     | Nombre | %      | Nombre | %      |
| Population                | 6 072  | 100   | 3 075  | 50,64  | 2 997  | 49,36  |
| Population de 0 à 17 ans  | 1062   | 17,49 | 520    | 8,56   | 542    | 8,93   |
| Population de 18 à 65 ans | 3970   | 65,38 | 1 863  | 30,68  | 2 107  | 34,7   |
| Population de + 65 ans    | 1040   | 17,13 | 692    | 11,4   | 348    | 5,73   |